# Gregory Mcdonald
Gregory Mcdonald (* 15. Februar 1937 in Shrewsbury, Massachusetts; † 7. September 2008 in Pulaski, Tennessee) war ein amerikanischer Mystery-Schriftsteller. Bekannt wurde er durch die mehrfach verfilmte Figur des Journalisten Irwin Maurice Fletcher, genannt Fletch.

## Leben
Mcdonald, Sohn eines CBS-Nachrichtenreporters, erhielt 1958 einen BA an der Harvard University. Danach begann er als Reporter und Redakteur beim Boston Globe zu arbeiten. Mitte der 1980er-Jahre zog er nach Pulaski. Dort engagierte er sich gegen den Ku-Klux-Klan. (Pulaski ist der Ort, an dem der Klan 1865 gegründet wurde.)
Er war ab 2001 in zweiter Ehe mit Cheryle, geborene Higgins verheiratet. Er starb an Prostatakrebs und hinterließ zwei Söhne und drei Stiefsöhne.

## Werk
1964 veröffentlichte er seinen ersten Roman Running Scared, der einen Selbstmord behandelt. Das Werk wurde 1972 mit Robert Powell verfilmt. 1974 erschuf Mcdonald die Figur des Irwin Maurice Fletcher, genannt Fletch in dem gleichnamigen Roman. Es entstanden insgesamt neun Romane über Fletch, wovon zwei den Edgar Allan Poe Award gewannen, Fletch (1974, dt.: Opfer sucht passenden Mörder) in der Kategorie Bestes Erstlingswerk und Confess, Fletch (1976, dt.: Mörder sucht passenden Sündenbock) in der Kategorie Bestes Originaltaschenbuch. Bisher entstanden zwei Filme über Fletch, zunächst 1985 Fletch – Der Troublemaker und 1989 Fletch – Der Tausendsassa. In beiden Filmen spielt Chevy Chase die Titelrolle. Ein weiteres Buch von Mcdonald, The Brave von 1991, wurde 1997 mit Johnny Depp und Marlon Brando verfilmt. 2022 wurde die Verfilmung Gib’s zu, Fletch veröffentlicht.

## Werke (Auswahl)
- Running Scared, 1964
- Fletch, 1974, dt.: Opfer sucht passenden Mörder, auch als Fletch – Der Troublemaker
- Confess, Fletch, 1976, dt.: Gestehen Sie, Fletch!, auch als Mörder sucht passenden Sündenbock
- Flynn, 1977
- Fletch's Fortune, 1978, dt.: Fletch – Vermögen bringt Ärger
- Love Among the Mashed Potatoes apa Dear M.E., 1978
- Who Took Toby Rinaldi?, 1978, im UK: Snatched, dt.: Toby ist verschwunden
- The Buck Passes Flynn, 1981
- Fletch and the Widow Bradley, 1981, dt.: Fletch und die Witwe
- Fletch’s Moxie, 1982, dt.: Fletch und Moxie
- Fletch and the Man Who, 1983, dt.: Fletch und der Präsidentschaftskandidat
- Flynn’s In, 1984
- Carioca Fletch, 1984, dt.: Fletch in Brasilien
- Safekeeping, 1985
- Fletch Won, 1985, dt.: Fletch siegt
- Fletch, Too, 1986, dt.: Safari für Fletch
- A World Too Wide, 1987
- Exits and Entrances, 1988
- Merely Players, 1988
- The Brave, 1991, dt.: The Brave 2013, Songdog Verlag, Wien
- Son of Fletch, 1993
- Fletch Reflected, 1994
- Skylar, 1995
- Skylar in Yankeeland, 1997
- Flynn’s World 1999 als E-Book; 2003 im Druck